# Justin de Labbeville
 Charles Leopold Justin, baron de Labbeville, né à Namur, le 29 décembre 1817 et décédé à Stave le 4 août 1894 est un homme politique belge francophone libéral.
Il est le fils de François Justin de Labbeville, chevalier, député au Congrès national de Belgique en 1830.
Il est propriétaire terrien, bourgmestre de Stave, membre du parlement,, et conseiller provincial de la province de Namur.